# Pipistrellus aero
Pipistrellus aero é uma espécie de morcego da família Vespertilionidae. Pode ser encontrada no nororeste do Quênia, e possivelmente na Etiópia adjacente, mas sem confirmação. Os seus habitats naturais são:  florestas secas tropicais ou subtropicais.